# 大嶋一也
大嶋 一也（おおしま かずや、1958年1月28日 - ）は、愛知県豊橋市出身の元競艇選手。登録第3010号。49期。
同期に西山昇一、西島義則、山口哲治らがいる。
ヒゲがトレードマークで、生粋のイン屋。同期の西島義則と同じく積極果敢なコース取りで知られた。
弟子の仲口博崇をダービー王に育てるなど、後輩からの人望も厚かった。

## 経歴
- 愛知県立三谷水産高等学校卒業。
- 49期訓練生として本栖研修所に入所、リーグ戦勝率6.63（49期リーグ戦勝率1位）の成績で卒業した。
- 1981年9月19日、選手登録。
- 1981年11月5日から常滑競艇場で開催された一般戦でデビュー。（3着）
- 1982年2月27日から浜名湖競艇場で開催された一般戦で初勝利。
- 1982年9月16日から丸亀競艇場で開催された一般戦でデビュー11ヶ月で初優出。
- 1983年1月13日から若松競艇場で開催された一般戦でデビュー1年3ヶ月で初優勝。
- 1983年12月15日から浜名湖競艇場で開催された G1「施設改善記念」でG1初出場。
- 1987年2月5日から浜名湖競艇場で開催された G1「第32回東海地区選手権」でG1初優出。（3着）
- 1988年10月7日から多摩川競艇場で開催された SG「第35回全日本選手権」でSG初出場しSG初勝利をあげる。
- 1993年10月7日から戸田競艇場で開催された SG「第40回全日本選手権」6日目（最終日）第12R（優勝戦）に3号艇で出走し[1]SG初優出。（2着）
- 1999年6月22日から唐津競艇場で開催された SG「第9回グランドチャンピオン決定戦」6日目（最終日）第12R（優勝戦）に2号艇で出走し差しを決めて勝利[2]しSG初優勝を飾る。
- 2006年は膵臓の手術のため長期欠場を余儀なくされる。一時期「引退して、どんな余生を過ごそうか」とも考えていたが、術後は驚異的な回復力で同年6月に復帰した。
- 2007年4月17日から大村競艇場で開催された G1「第8回名人戦」6日目（最終日）第12R（優勝戦）に優出。3号艇で出走し、スタート展示では枠なりだったが、本番では意表を突く1コース奪取からイン逃げを決め[3]、栄冠を勝ち取った。
- 2007年11月20日から浜名湖競艇場で開催された SG「第10回競艇王チャレンジカップ」3日目第6Rの展示航走終了後、第7R1号艇で出走予定だった大嶋がプロペラ交換の為にスタート展示用に係留してあるピットに向かったが、その際にボートを間違え本番ピット第6R1号艇森秋光のプロペラを交換してしまう。展示航走終了後はプロペラ交換等は認められない為「展示後の状態変更」で森秋光は第6Rを選手責任外の欠場、大嶋は「内規違反」で第7Rを選手責任による欠場および即刻帰郷となる事態が起こった。そのため、2007年12月6日から2008年2月5日までの3か月間出場停止と、出場停止解除から1年間SG及び名人戦（2008年、2009年）から選出除外となった。
- 2009年、年間最多勝利選手[4]（120勝）となり、通算勝利数は1500を超えた。
- 2017年10月6日からボートレース丸亀で開催された G3「マスターズリーグ第7戦」6日目（最終日）第12Rに2号艇2コース進入から差しを決めて勝利[5]し、通算93回目の優勝を飾る。
- 2017年10月18日からボートレースびわこで開催された G3「キリンカップ2017」6日目（最終日）第12Rに5号艇2コース進入からまくりを決めて勝利[6]し、2節連続でG3優勝し、通算優勝回数を94回とする。結果としてこの優勝が現役最後の優勝となった。
- 2017年11月4日からボートレース蒲郡で開催された G1「ダイヤモンドカップ」5日目に引退を発表[7]。6日目（最終日）第9Rに出走[8]。（6号艇2コース進入2着）このレースを最後にA1のまま引退。
- 2018年1月3日、ボートレース蒲郡の開催中にトークショー出演[9]するなど、引退後もボートレース場などでトークショーを実施している。

## エピソード
高校卒業後、1年ほど社会人として過ごしている際に訪れた蒲郡競艇場で出走している選手と自分自身が重なったことから選手を目指した。

## 戦績
- 出走回数：7647回
- 1着回数：2532回
- 優出回数：329回
- 優勝回数：94回
- SG優勝回数：1回
- SG優出回数：10回
- SG出走回数：737回
- G1優勝回数：13回
- G1優出回数：63回
- G1出走回数：2695回
- フライング(F)回数：61回
- 出遅れ(L)回数：1回
- 通算勝率：7.09
- 2連対率：51.92
- 3連対率：66.07
- 生涯獲得賞金：1,550,026,777円